# 尼瀬油田

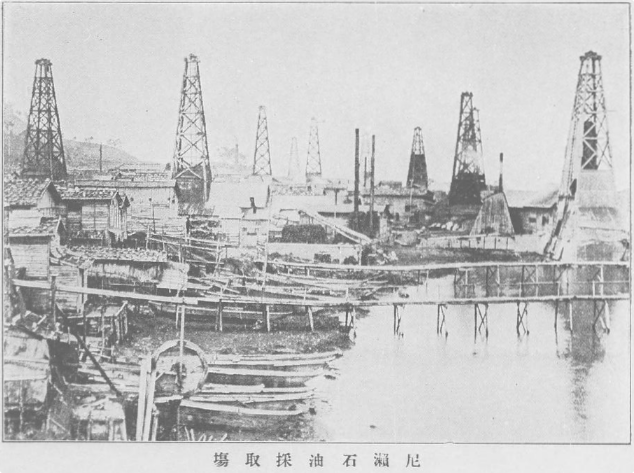
1900年頃の尼瀬油田

尼瀬油田（あませゆでん）とは、新潟県三島郡出雲崎町に存在した油田。日本石油（現・ENEOS）発祥の地。

## 概要
- 付近の海岸線には、古くから油が漂着する事例が見られたことから、石油の存在が確認されており、尼瀬油田の歴史は江戸時代にまで遡る[1]。
- 1873年、採掘を開始。初めは山の手に油井を設置しうまくいかなかったが、1883年に海岸や海面に石油が浮遊するのを発見し海岸を埋め立てて油井を作った[2]。
- 1888年9月28日、日本石油会社本社を新潟県刈羽郡石地村から隣接する同県三島郡尼瀬村（現・三島郡出雲崎町尼瀬）に移転[1]。
- 1891年、アメリカ人を招聘のうえアメリカ式鑿井機を導入し、石坂周造らによって日本で初めて機械による掘削が成功したことから石油産業発祥の地とされている[3]。
- その後、海面を埋め立て、世界初の海底油田として操業を行う油田も出現するなど、20世紀初頭の日本の石油資源を支える油田の一つとなった。1898年には18の製油所が設置され，日産169.2kLの製油能力を有していた[4]。
- 太平洋戦争前後から採掘量が激減。年間産出量20～30バレルにまで落ち込み、世界で1番小さな油田と言われた。また、戦時中はこの地域を初め多くの技術者が徴用され、ボルネオやインドネシアの日本軍の占領政策により油田技術工兵として兵役についた。
- 1980年代に採掘は終了、その後、公園整備が進められ石油記念館も設置された。現在は、隣接地に道の駅越後出雲崎天領の里が整備され、石油に興味のない観光客も、ぶらりと立ち寄る姿が見られるようになっている。
- 2007年（平成19年）に尼瀬油田関連遺産が経済産業省の近代化産業遺産に認定された[5]。